# Csépa megállóhely
Csépa megállóhely egy Jász-Nagykun-Szolnok vármegyei vasúti megállóhely , Csépa településen, a MÁV üzemeltetésében. A megállóhely jegypénztár nélküli, nincs jegykiadás.
A község északi szélén található, közúti elérését a 4514-es útból keletnek kiágazó önkormányzati mellékút biztosítja.

## Vasútvonalak
Az állomást az alábbi vasútvonalak érintik:
- Kiskunfélegyháza–Kunszentmárton-vasútvonal

## Kapcsolódó állomások
A vasútállomáshoz az alábbi állomások vannak a legközelebb:
- Tiszasas megállóhely
- Szelevény megállóhely

## Forgalom
| Járat        | Útvonal | Gyakoriság   |
| ------------ | --- | ------------ |
| személyvonat | Kiskunfélegyháza – Petőfiváros – Kismindszenti út – Borsihalom – Tiszaalpár alsó – Tiszaalpár – Tiszaalpár felső – Tőserdő – Árpádszállás – Lakitelek – Tiszaug-Tiszahídfő – Tiszaug – Tiszasas – Csépa – Szelevény – Kunszentmárton – Nagytőke – Szentes | Napi 2-3 pár |